# مایکل نورتون
مایکل نورتون (انگلیسی: Michael Norton؛ زادهٔ ۱۷ آوریل ۱۹۷۵) یک روان‌شناس آمریکایی و استاد رشتهٔ مدیریت اجرایی کسب و کار در مدرسه کسب و کار هاروارد است.
وی دکترای خود را از دانشگاه پرینستون دریافت داشت و شهرتش به واسطهٔ آثاری مهم در زمینهٔ فاکتورهای اجتماعی دخیل در رفتارها و عقاید مردم است و پژوهش‌هایی در زمینهٔ درک عمومی از دستمزد رؤسا و کارگزاران، نژادپرستی (به‌همراه دن اریلی) و نابرابری اقتصادی در ایالات متحده آمریکا دارد.